# Micalvi Cove
Die Micalvi Cove (englisch; spanisch Ensenada Micalvi, in Argentinien Caleta Beltrán) ist eine 1,35 km lange und 1,9 km breite Bucht im Südosten von Robert Island im Archipel der Südlichen Shetlandinseln. Sie liegt zwischen dem Zahari Point und der Kermen-Halbinsel.
Die Benennung der Bucht nahmen chilenische Wissenschaftler vor. Namensgeber ist das Schiff Contramaestre Micalvi, das bei der 49. Chilenischen Antarktisexpedition (1994–1995) zum Einsatz gekommen war.